# سیک‌های ایران
در ایران جمعیتی از سیک‌ها زندگی می‌کنند. آنها بیشتر در زاهدان سکونت دارند.

## زاهدان
در مرکز شهر زاهدان در استان سیستان و بلوچستان ایران از سال‌های پیش، جمعیتی از کشور هند موسوم به «سیک» را در خود پناه داده‌است. با گذشت بیش از هشتاد سال از زندگی گروه مزبور در شهر زاهدان، به نظر می‌رسد این گروه همچنان هویت اجتماعی قومیِ خود را در محیطی ناهمگون حفظ کرده‌اند.

## تهران
سیک‌های تهران در حوالی میدان بهارستان گورودواره ای به نام گورو نانک دارند.

## آبادان
در شهر آبادان در گذشته سیک‌های مهاجری که برای اشتغال آمده بودند زندگی می‌کردند. خیابانی که امروز در آبادان سیکلین(sick line) نامیده می‌شود محل زندگی سیک‌ها در آبادان بوده‌است.